# Đơn vị quân đội

Ký hiệu NATO của đơn vị Lục quân

Đơn vị quân đội là một tập thể đơn vị binh lính cùng quân chủng trong hệ thống tổ chức quân đội. Tùy theo số lính, đơn vị có thể rất nhỏ như tiểu đội (9-10 lính) hay rất lớn như Cụm tập đoàn quân (lên đến 80 vạn quân).

## Tổ chức đơn vị Lục quân
Theo hệ thống của NATO, đơn vị quân đội được sắp theo thứ tự lớn đến nhỏ như bảng dưới đây.
| Ký hiệu | Đơn vị                 | Đơn vị tiếng Anh tương đương | Quân số               | Đơn vị trực thuộc                                                     | Chỉ huy                             |
| ------- | ---------------------- | ---------------------------- | --------------------- | --------------------------------------------------------------------- | ----------------------------------- |
| XXXXXX  | Chiến trường           | Region/Theatre               | 1,000,000-10,000,000+ | 4 Cụm tập đoàn quân trở lên                                           | Đại Thống tướng hay Đại Nguyên soái |
| XXXXX   | Cụm tập đoàn quân      | Army Group/Front             | 250,000-1,000,000     | 2-4 tập đoàn quân                                                     | Thống tướng hay Nguyên soái         |
| XXXX    | Tập đoàn quân          | Field army                   | 40,000-200,000        | 2-4 Quân đoàn                                                         | Đại tướng                           |
| XXX     | Quân đoàn              | Corps / Legion               | 20,000-45,000         | 2-3 Sư đoàn                                                           | Trung tướng                         |
| XX      | Sư đoàn                | Division                     | 10,000–15,000         | 2-4 Lữ đoàn hay Trung đoàn hay gồm 10 tiểu đoàn và các đơn vị yểm trợ | Thiếu tướng                         |
| X       | Lữ đoàn                | Brigade                      | 3,000–5,000           | 2 trung đoàn hay từ 2-6 Tiểu đoàn trở lên                             | Chuẩn tướng hay Đại tá              |
| III     | Trung đoàn             | Regiment                     | 1,000–3,200           | 2-3 tiểu đoàn và các đơn vị hỗ trợ khác                               | Đại tá                              |
| II      | Tiểu đoàn              | Battalion                    | 300–1500              | 2-6 đại đội                                                           | Trung tá hay Thiếu tá               |
| I       | Đại đội                | Company                      | 50–200                | 2 đến 8 trung đội                                                     | Đại úy và Hạ sĩ quan                |
| •••     | Trung đội              | Platoon                      | 25–40                 | 2 phân đội                                                            | Trung úy hay Thiếu úy               |
| ••      | Phân đội (có súng lớn) | Section/Patrol               | 16-20                 | 2+ tiểu đội                                                           | Hạ sĩ quan                          |
| •       | Tiểu đội               | Squad                        | 8–12                  | 2-3 Tổ đội                                                            | Hạ sĩ quan                          |
| Ø       | Tổ đội                 | Fire team/Crew               | 2-4                   | không có                                                              | Hạ sĩ quan                          |

## Tổ chức đơn vị Hải quân
| Đơn vị                                                                                   | Loại tàu                                              | Quy mô                                               | Chỉ huy                                                      |
| ---------------------------------------------------------------------------------------- | ----------------------------------------------------- | ---------------------------------------------------- | ------------------------------------------------------------ |
| Bộ Tư lệnh Hải quân (Combatant Command) hoặc Bộ Hải quân (Admiralty)                     | Tất cả các tàu trong hải quân                         | 2 Hạm đội trở lên                                    | Đô đốc hạm đội, Đại Đô đốc hoặc Đô đốc                       |
| Hạm đội (Fleet)                                                                          | Tất cả các tàu trong một đại dương hoặc khu vực chung | 2+ Hạm đội tàu chiến                                 | Đô đốc hoặc Phó Đô đốc                                       |
| Hạm đội tác chiến (Battle Fleet)                                                         | Một số lượng lớn tàu các loại                         | 2+ Nhóm tác chiến trở lên                            | Phó Đô đốc                                                   |
| Lực lượng tác chiến (Task Force) hoặc Nhóm tác chiến tàu sân bay ( Carrier Strike Group) | Tập hợp một số tàu cỡ lớn                             | 2+ nhóm đặc nhiệm, Hải đoàn hoặc hải đội             | Chuẩn Đô đốc, Đề đốc                                         |
| Hải đoàn (Division) hoặc Biên đội tác chiến (Task Group)                                 | Thường là tàu chủ lực                                 | 2+ tàu cỡ lớn                                        | Chuẩn Đô đốc, Đề đốc, Phó đề đốc                             |
| Hải đội (Flotilla) hoặc Biên đội tác chiến (Task Group)                                  | Một số lượng nhỏ tàu, thường cùng loại hoặc tương tự  | 2 đội tàu trở lên                                    | Chuẩn Đô đốc, Đề đốc, Phó đề đốc                             |
| Đội tàu (Squadron) hoặc Đơn vị Đặc nhiệm (Task unit)                                     | Tàu cỡ nhỏ                                            | Một số lượng nhỏ tàu, thường cùng loại hoặc tương tự | Hạm trưởng hoặc Chỉ huy                                      |
| Chi đội (Task element)                                                                   | Một tàu duy nhất                                      | 1 tàu                                                | Hạm trưởng, chỉ huy trưởng, Chỉ huy phó hoặc Đại úy Hải quân |

## Tổ chức đơn vị Không quân
| Biểu tượng NATO | Tên đơn vị                                                                                | Quân số                             | Số lượng máy bay             | Số đơn vị trực thuộc                           | Sĩ quan chỉ huy                                                                 |
| --------------- | ----------------------------------------------------------------------------------------- | ----------------------------------- | ---------------------------- | ---------------------------------------------- | ------------------------------------------------------------------------------- |
|                 | Bộ tư lệnh chiến đấu hay Lực lượng không quân quốc gia                                    | Toàn bộ lực lượng không quân        | Toàn bộ lực lượng không quân | Tất cả các đơn vị                              | Tư lệnh không quân, Nguyên soái Không quân Hoàng gia hay Nguyên soái không quân |
|                 | Quân chủng/ Bộ chỉ huy                                                                    | Không cố định                       | Không cố định                | Thay đổi theo khu vực hoặc nhiệm vụ            | Tướng lĩnh, Nguyên soái không quân                                              |
|                 | Không lực chiến thuật/ Tập đoàn quân                                                      | Thay đổi theo khu vực hoặc nhiệm vụ | Không cố định                | Thay đổi theo khu vực hoặc nhiệm vụ            | Tướng lĩnh, Trung tướng, Nguyên soái không quân                                 |
|                 | Không lực mang số                                                                         | Thay đổi theo khu vực hoặc nhiệm vụ | Không cố định                | 2 Liên/ Không đoàn trở lên                     | Trung tướng,                                                                    |
|                 | Sư đoàn Không quân                                                                        | Thay đổi theo khu vực hoặc nhiệm vụ | Không cố định                | 2 Liên/ Không đoàn trở lên                     | Thiếu tướng hay Sư đoàn trưởng                                                  |
|                 | Liên đoàn (quân đội Anh)/ Không đoàn (quân đội Hoa Kỳ)/ Lữ đoàn Không quân (quân đội Nga) | 1.000–5.000                         | 48–200                       | 2 Liên/ không đoàn trở lên                     | Chuẩn tướng hay Cơ phó không quân                                               |
|                 | Liên đoàn (quân đội Hoa Kỳ)/ Không đoàn (quân đội Anh)/ Trung đoàn (quân đội Nga)         | 300–1.000                           | 17–48                        | 3–4 Phi đoàn / 3–10 Phi đội                    | Thượng tá hay Không đoàn trưởng                                                 |
|                 | Phi đoàn                                                                                  | 100–300                             | 7–16                         | 3–4 Phi đội                                    | Trung tá, Thiếu tá hay Phi đoàn trưởng                                          |
|                 | Phi đội                                                                                   | 20–100                              | 4–6                          | 2 hoặc nhiều đại đội với đội bảo trì và hỗ trợ | Thiếu tá, Đại úy hay Phi đội trưởng                                             |
|                 | Không có lực lượng tương đương                                                            | 40–160                              | 6-12                         | 1-2 đại đội cùng đội bảo trì và hỗ trợ         | Đại úy không quân                                                               |
|                 | Phi tuần                                                                                  | 10–40                               | 2                            | Không xác định                                 | Sĩ quan đại đội                                                                 |
|                 | Phân đội                                                                                  | 8–12                                | Không xác định               | Không xác định                                 | Hạ sĩ quan                                                                      |
|                 | Tiểu đội hoặc phi hành đoàn                                                               | 2–4                                 | Không xác định               | Không xác định                                 | Hạ sĩ quan                                                                      |